# Kauai-amakihi
Kauai-amakihi (Chlorodrepanis stejnegeri) är en utrotningshotad fågel i familjen finkar. Den förekommer enbart på en enda ö i Hawaiiöarna.

## Kännetecken

### Utseende
Kauai-amakihi är en liten (11 cm) fågel med en medellång skärformad näbb. Hanen är olivgul, mer färgglad på huvud och undersida, med mörkgrå tygel. Näbben är mörk, mot näbbroten blågrå. Hona och ungfågel har liknande dräkt men mattare i färgerna. Liknande anianiaun (Magumma parva) är gulare med mycket mindre näbb och inget svart i tygeln. Akekeen (Loxops caeruleirostris) har kortare och mer blåaktig näbb omringad av en svart ansiktsmask och har dessutom tydligt gul panna och övergump. Kauai-nukupuun (Hemignathus hanapepe), slutligen, är gul på huvud och bröst, vit under och har en helsvart, tunn näbb.

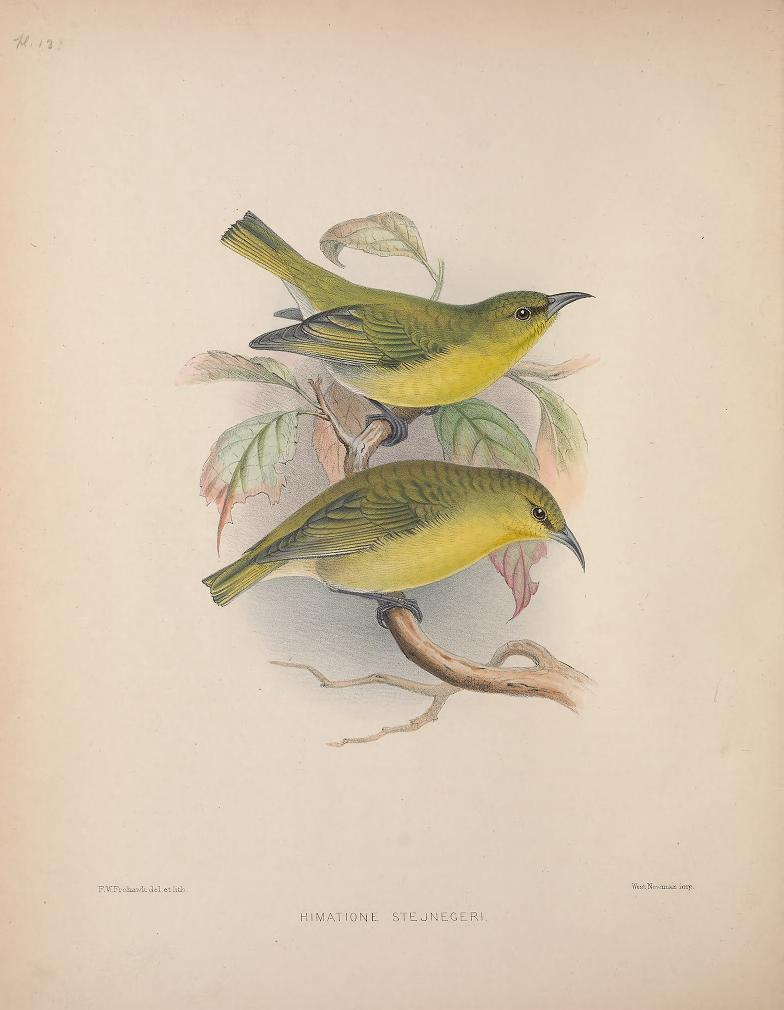

### Läten
Sången är en kraftfull drill med en kort inledningston, ibland på jämn tonhöjd, ibland fallande. Det typiska lätet är ett vasst "chirp", men även jamande läten hörs.

## Utbredning och status
Fågeln förekommer enbart i fuktiga bergsskogar på ön Kauai i Hawaii. Den har ett mycket litet utbredningsområde och hotas av påverkan från invasiva arter. Även om dess levnadsmiljö degraderas verkar den gynnas av etablerandet av curuba och tros öka i antal. Internationella naturvårdsunionen IUCN kategoriserar arten som sårbar.

## Familjetillhörighet
Arten tillhör en grupp med fåglar som kallas hawaiifinkar. Länge behandlades de som en egen familj. Genetiska studier visar dock att de trots ibland mycket avvikande utseende är en del av familjen finkar, närmast släkt med rosenfinkarna. Arternas ibland avvikande morfologi är en anpassning till olika ekologiska nischer i Hawaiiöarna, där andra småfåglar i stort sett saknas helt.

## Namn
Fågelns vetenskapliga artnamn hedrar Leonhard Hess Stejneger (1851–1943), norsk zoolog bosatt i USA 1881-1943, kurator för Smithsonian Institution 1884-1943.